# Vilslev
Vilslev er en by i Sydvestjylland med 458 indbyggere  (2024), (inkl. Jedsted), beliggende 2 km vest for Gredstedbro, 9 km syd for Bramming, 10 km nordvest for Ribe og 20 km sydøst for Esbjerg. Byen hører til Esbjerg Kommune og ligger i Region Syddanmark. Postnummer: 6771 Gredstedbro.
Vilslev hører til Vilslev Sogn, og Vilslev Kirke ligger i byen. Byen ligger lige nord for Kongeåen, hvis udløb i Vadehavet ligger ved Kongeå Sluse 4 km sydvest for byen. 

## Historie
Der var været udgravninger med fund fra romersk jernalder på Bjergvej, men også senere inde i byen fra vikingetiden og middelalderen.
Sønderjyllands nordgrænse gik siden slutningen af det 11. århundrede ved Kongeåen, som senere også blev nordgrænse for hertugdømmet Slesvig. Kongeåen danner på det meste af sit løb sognegrænser, så sognene ligger enten nord eller syd for åen, men Vilslev Sogn ligger på begge sider med Vilslev nord for åen og landsbyen Jedsted syd for åen. Dermed gik grænsen mellem hertugdømmet Slesvig og kongeriget Danmark midt gennem sognet.
Lige syd for kirken kunne folk gå over åen på en spang, mens kreaturer måtte benytte vadestedet i åen. Her ved spangen var der toldsted 1791-1851. Det var dog kun personer fra andre sogne, der skulle betale told. Ejendomsforholdene var for komplicerede til at man kunne kræve told af sognets egne beboere. Ved spangen opstod det lille samfund Vilslev Spang med 6 huse. Toldgården var embedsbolig og havde også plads til toldkarle. Kroen lå lige over for toldstedet, og desuden var der købmandsbutik, farvergård og afholdsloge. 
I 1930 blev vejen Kongeådal lidt længere mod øst ført over åen på en bro, og trafikken flyttede hertil. Mejeriet flyttede med, og her ligger i dag byens Dagli'Brugs. I 1953 blev der her opført en fælles skole for Vilslev og Jedsted. Den er senere nedlagt, og børnene går nu i skole i Gredstedbro.
Ved fredsslutningen efter krigen i 1864 rykkede Sønderjyllands nordgrænse mod syd fra Kongeåen til Grænsegrøften. 6 sogne i Ribe Herred blev indlemmet i kongeriget Danmark som led i en byttehandel, hvor de fleste kongerigske enklaver blev indlemmet i Slesvig. Jedsted-området undgik ligesom Ribe Herred at komme under preussisk styre frem til genforeningen i 1920 og hører derfor ikke til Sønderjylland efter den nutidige definition.

## Geografi
Indbyggerne bor i Vilslev, hvor hovedgaden er Vilslevvej, og i Jedsted, her er hovedgaden Jedsted Klostervej. Der er desuden huse på Trekroner (Rørskiftevej), Bjerget (Bjergvej), og i Vilslev spang som er den smukkeste bebyggelse ved Kongeåen, overfor Vilslev kirke. Mange indbyggere arbejder i Esbjerg (eller Ribe), der er nu kun få arbejdspladser i byen.
Bærmevejen, der forløber langs diget, den har senere fået navnet Katastrofeve. 
Landskabet omkring byen er præget af flade engområder. Kongeåen løber lige syd for byen og afskærer den fra Jedsted.
Det højeste punkt (10,13 meter) er Jedsted Bjerge i plantagen, Herredsbjerget (7,3 meter) ligger på Bjergvej, et par kilometer før diget, heromkring er der fundet jernalderbopladser plus en del grubehuse.
I 1974 blev Nissens sø skabt ved anlæggelsen af motortrafikvejen i 1974.

## Administration
Vilslev var selvstændig kommune indtil 1970, hvor den blev sammenlagt med Ribe (senere med Esbjerg). Den var således en selvstændig kommune Der siden 1864-krigen omfattede både Vilslev og Jedsted, i perioden indtil 1925 dog sammen med Hunderup Kommune.

### Juridisk
Indtil krigen i 1864, hørte Vilslev til Nørrejylland, hvor der var de samme regler som i resten af kongeriget. Med Jedsted var det mere kompliceret, en del havde slesvigske retsregler (matrikulering, salg af fast ejendom, sognefoged), en del under kongeriget, men ikke med samme retsforhold som Vilslev. I kirkelig hensende har Jedsted altid hørt til Vilslev.

## Infrastruktur og transport
Byen har to vandværker, som begge er oprettet 1936, men Jedsted Vandværk på Jedsted Klostervej ophørte i 1990, og Vilslev på Våesvej holdt til 2020.  Vand leveres nu fra Gredstedbro Vandværk.
Mod vest, ved Bjergvej, er tre vindmøller, bygget 1986 og fornyet 2002.

### Trafik
Landsbyen liger tæt ved hovedvej 24, en motortrafikvej til Esbjerg (20 km)  og 11/24 til Ribe (8 km). I Gredstedbro (4 km) er der jernbaneforbindelse til Tønder/Süderlügum og til  Esbjerg via Bramming med forbindelser til København/Århus. Cykelruter: Nr. 1 Vestkystruten går gennem landsbyen - det er nord-syd, mens man øst-vest har Kongeåstien mellem Vadehavet og Vejen Kommunes østgrænse nær Vamdrup, med shelter ved Åhuset og ved Kongeåslusen. Drivvejen går gennem Jedsted.

## Erhverv
Byen  har flere mindre ervervsdrivene som bl.a. dagligvarebutik, håndværk og landbrug. 
Tidligere var landbruget jo det ubestridte hovederhverv, hvilket manifesterede sig i oprettelsen af Andelsmejeriet Kongeådal 1885, nedlagt 1965, i dag stort set ombygget til lejligheder. 
Der har været dambrug i byen siden 1904, og siden 2000 har det været ejet af Snaptun Fisk.
Der findes også bed and breakfast to steder.

## Uddannelse
Den første skole lå på Jedsted Klostervej 25 fra 1877, med en forløber fra 1838. Den blev afløst af en der i år 1900 blev bygget på Landbjergvej 2, den fungerede indtil en skole fælles for Jedsted og Vilslev, Kongeådal Skole, blev etableret i 1953. Her var sidste skoledag i 2008, og skolen blev revet ned i 2013
Vilslev Skole, Våsesvej 1, blev byggt omkirng 1875 - med en forløber fra omkring 1847. Skolen blev udvidet i 1904 og 1910. Skolen fungerede indtil Kongeådal skole blev taget i brug i 1953. Bygningen på Våesvej blev i 1983 omdannet til beboelse af Ribe Boligforening.

## Kultur
Byen har flere foreninger, sm bl.a. borgerforeninger, husholdningsforening og seniorklub.
Der findes også en rideskole kaldet Kongeå Rideklub.
Vilslev Forsamlingshus blev etableret i 1919. Tidligere eksisterede der også et forsamlingshus i Jedsted (1925-67). Siden 2020 eksisterer det mindre mødested Åhuset hvor Vilslev-Jedsted sognearkiv har til huse.
Tidligere var vildtmaleren Andreas Winther (1894-1972) kendt for sine malerier af gårde og jagtscener. I nyere tid har Vilslev været beboet af kunstnere som Leif Fogh Jacobsen (billedhugger, f. 1948) og maleren August Kruse (1949-2016) og hans kone Loa Gudmundsdottir (f. 1952); og keramiker Randi Andersen (f. 1960).
- Faunapassage på Kongeåen ved Jedsted Mølle 2020
- Jedsted: Kongeåen gik over sine bredder i februar 2020
- Bro over Kongeåen ved Jedsted Mølle
- Granplantage på Vardevej
- Gammelt kort der viser hvordan Kongeåen snoede sig før 1940
- Byfest ved Kongeåen i 2016